# Рафоль-де-Салем
Рафоль-де-Салем, Ел-Рафол-де-Салем (ісп. Ráfol de Salem (офіційна назва), валенс. El Ràfol de Salem) — муніципалітет в Іспанії, у складі автономної спільноти Валенсія, у провінції Валенсія. Населення — 444 особи (2010).

## Географія
Муніципалітет розташований на відстані близько 330 км на південний схід від Мадрида, 65 км на південь від Валенсії.

## Демографія
Динаміка населення (INE ):

## Галерея зображень

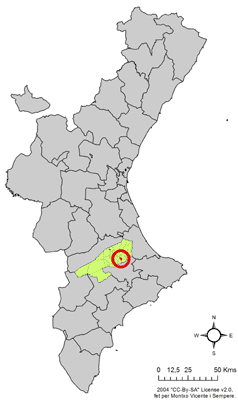
Розташування муніципалітету Рафоль-де-Салем у автономній спільноті Валенсія
Розташування муніципалітету Рафоль-де-Салем у комарці Вальє-де-Альбайда